# رضا عارفان
رضا عارفان یزدی (زادهٔ ۱۳۱۵ تهران - ۵ آذر ۱۳۸۹) از بازیگران قدیمی سینما و تئاترهای لاله‌زار بود. عارفان صبح روز ۵ آذرماه ۱۳۸۹ بر اثر نارسایی قلبی در بیمارستان «امام خمینی» تهران درگذشت. وی متولد ۱۳۱۵ در تهران بود که حدود ۵۰ سال در عرصهٔ بازیگری فعالیت کرد
این هنرمند در تئاترهای لاله‌زار همچون تئاتر «نصر»، «پارس» و... با هنرمندان مختلفی همکاری کرده بود. او هم‌چنین با سعدی افشار و هادی اسلامی نیز همکاری‌های مشترکی داشت، از جمله کارهای اخیر این بازیگر می‌توان به مجموعهٔ «متهم گریخت» به کارگردانی رضا عطاران اشاره کرد.

## بازیگری
- ۱ - رهاشدگان (۱۳۷۴)
- ۲ - شتابزده (۱۳۷۰)
- ۳ - سایه‌های غم (۱۳۶۶)
- ۴ - کمال الملک (۱۳۶۲)
- ۵ - کوثر (۱۳۵۳)
- ۶ - مراد برقی و هفت دخترون (۱۳۵۳)
- ۷ - علی کنکوری (۱۳۵۲)
- ۸ - پدر که ناخلف افتد (۱۳۵۱)
- ۹ - امیرارسلان نامدار (۱۳۴۵)
- ۱۰ - اشک‌ها و خنده‌ها (۱۳۴۲)
- ۱۱ - جاده مرگ (۱۳۴۲)
- ۱۲ - ستاره‌ای چشمک زد (۱۳۴۲)
- ۱۳ - اشک شوق (۱۳۴۱)
- ۱۴ - پنجه (۱۳۴۱)
- ۱۵ - فرشته ای در خانه من(۱۳۴۵)
- ۱۶ - اول هیکل(۱۳۴۳)
- ۱۷ - لیلی و مجنون(؟)